# 上海超级计算中心
31°12′50.55″N 121°35′47.32″E / 31.2140417°N 121.5964778°E

上海超级计算中心（SSC），成立于2000年12月，是2000年上海市一号工程——上海信息港主体工程之一，由上海市政府投资建设，座落于浦东张江高科技园区内。该中心目前的主力机型是由中国曙光信息产业有限公司研制的“曙光5000A”超级计算机，峰值速度达230万亿次／秒。2008年10月排名世界第十，这是继2004年“曙光4000A”高性能计算机首次跻身世界超级计算机前十行列后，中国研制的超级计算机第二次进入世界排名前十。
峰值速度超过10万亿次／秒的“曙光4000A”高性能计算机是在2004年由上海超级计算中心引进，当时排名世界第十位（现已降至第250）。
该中心的“魔方”（Magic Cube）是TOP500中最后一台基于Windows的超算，它最后一次出现在列表中是在2015年6月发布的名单中排名436，而其最佳排名为2008年的第11位。